# Ljungby horn och pipa

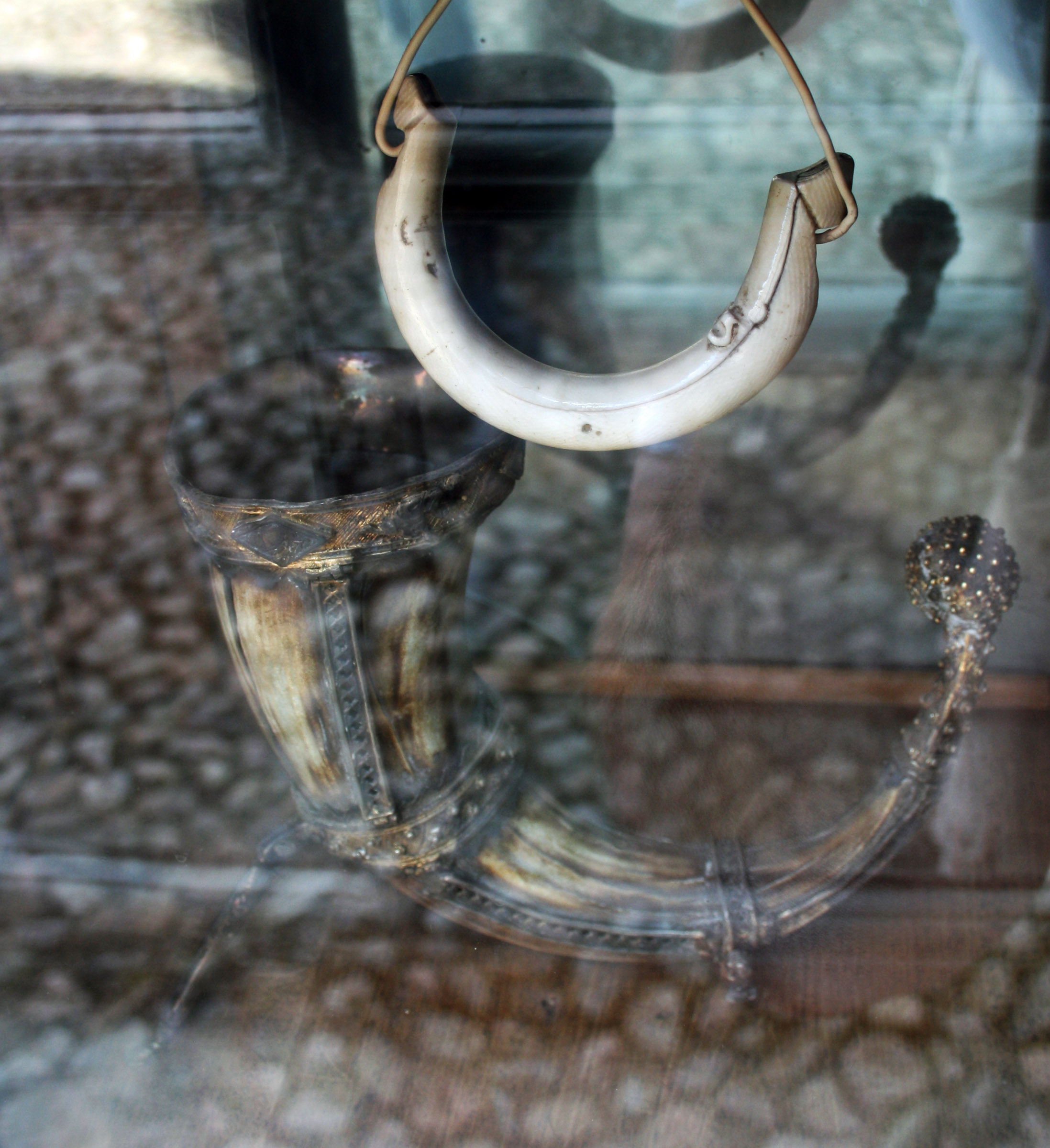
Ljungby horn och pipa.

Ljungby horn och pipa är ett dryckeshorn med förgyllt silverbeslag och en visselpipa av ben som förvaras på slottet Trolle-Ljungby i Skåne. Enligt en sägen stals föremålen från trollen vid Maglestenen. Hornet och pipan visas i en glasad nisch på slottets borggård. 

## Sägnen
Maglestenen, som är ett stort flyttblock på gårdens ägor, brukar varje julnatt stå på guldpelare och under den förlustar sig trollen med dryckeslag och lekar. Fru Sissela Ulfstand på Ljungby sände en julkväll en av stallkarlarna till stenen för att få veta något om trollens julfest. Dessa räckte honom hornet och bjöd honom att dricka, men han slog ut drycken och flydde hem med hornet och pipan, förföljd av trollen. När de inte fick tillbaka sina klenoder utslungade de en förbannelse att gården och dess ägare skall drabbas av olycka den dag föremålen flyttas därifrån.
Carl von Linné beskriver sägnen i sin Skånska resa 1750, där han åberopar en handskrift från 1620. Samma sägen i något avvikande form upptecknades av Wilhelm Julius Coyet 1692, en berättelse som trycktes 1775.
Den franske ambassadsekreteraren Charles Ogier beskriver hur han år 1635 besökte kungliga slottets skattkammare och då besåg ett dryckeshorn med ätten Trolles vapen, som en riddare skulle ha rövat från djävulen i form av ett troll eller en bock. Det är troligen samma horn som idag finns på Trolle-Ljungby.
Ljungbysägnen är en variant av en vida spridd typ av sägen som i detta fall knutits till gården för att förklara varför hornet och pipan kommit i dess ägo. Den berättas även om det så kallade Våxtorpshornet, om släktbägare på flera håll i landet och om kyrkokalkar, bland annat om kalken i Hedareds och Sandhults kyrkor i Västergötland, men är knuten till skilda kyrkor och gårdar även i Danmark och är känd från Tyskland och Norge. Föreställningen att gårdens välfärd är beroende av en släktklenod eller ett på gården förvarat föremål, såsom dryckeshornet i Vislanda eller familjen Barnekows ring på Vittskövle är även de kända från andra håll.

## Sägnen i konsten
I barnkammaren på Charlottenborgs slott i Motala kommun finns berättelsen återgiven i en väggmålning av Carl-Erik Törner.
Märta Måås-Fjetterström har gjort ett tygmönster inspirerat av sägnen.
Sägnerna om Ljungby horn och pipa har inspirerat till Lorenzo Hammarskölds ballad "Ljungby horn" (publicerad i poetisk kalender 1812), tonsatt av Frans Frieberg, utgiven som skillingtryck 1813 och till Gudmund Leonhard Silverstolpes operett "Ljungby horn och pipa" (1858), med musik av Petter Conrad Boman. I modern tid har tonsättaren Mathias Lissmyr 2009 gjort operan Trollguld med libretto av Henrik Lagercrantz.
Caleb Althin, som 1896 grundade Althins målarskola i Stockholm, har skildrat Ljungby horn och pipa med 3 st akvareller.   